# Panagropsis equitaria
Panagropsis equitaria là một loài bướm đêm trong họ Geometridae.